# Atesta stigmosa
Atesta stigmosa är en skalbaggsart som först beskrevs av Francis Polkinghorne Pascoe 1866.  Atesta stigmosa ingår i släktet Atesta och familjen långhorningar. Inga underarter finns listade.